# 행복한 여자 (1989년 드라마)
《행복한 여자》는 문화방송에서 1989년 7월 8일부터 같은 해 12월 24일까지 방송한 주말드라마이다.

## 제작진
- 연출 : 김한영
- 극본 : 김정수

## 소개
애정관하고 가치관이 다른 두 여자의 삶과 사랑을 통해 현대인의 애정윤리를 살펴본 멜로드라마.
순임하고 결혼한 재섭은 원만하고 단란한 결혼생활을 해 나가던 중 사업상 문제로 알게 된 음악가 여경에게서 애정을 느낀다.
남편의 변화를 눈치챈 순임은 여경을 만나지만 높은 벽만을 확인할 뿐이다.
호섭이란 캐릭터를 통해 우리 사회는 지능이 평균과 표준에 미달되는 사람에 대한 천박한 억지 웃음 공정 폭력을 다시한번 보여줬다

## 출연진
- 원미경(이순임)
- 이덕화(박재섭) : 호섭 형
- 황신혜(송여경)
- 이정길(이순철) : 순임 오빠
- 윤석화(이주) : 순철 부인, 순임 올케
- 정혜선(허 여사) : 재섭 어머니
- 김용림(송여경 할머니)
- 박상원(준세)
- 김혜선(송여진) : 여경 동생
- 김혜자(황 여사) : 여경, 여진 자매 어머니
- 문용민(박호섭) : 재섭 남동생
- 신윤정(애경) : 호섭 애인
- 차효림(윤아) : 순철 딸, 순임 조카
- 반효정, 김혜정, 박은수, 변성현(아역)

## 수상
- 1989년 MBC 연기대상 대상 원미경
- 1989년 MBC 연기대상 드라마 부문 남자 신인상 문용민

| 문화방송 주말연속극             | 문화방송 주말연속극                      | 문화방송 주말연속극                     |
| 이전 작품                       | 작품명                                   | 다음 작품                               |
| ------------------------------- | ---------------------------------------- | --------------------------------------- |
| 유산 (1989년 3월 4일 ~ 7월 2일) | 행복한 여자 (1989년 7월 8일 ~ 12월 24일) | 배반의 장미 (1990년 1월 6일 ~ 8월 26일) |